# Merișor, Mureș
Merișor este un sat în comuna Glodeni din județul Mureș, Transilvania, România.